# Коронавірусна хвороба 2019 у Північній Ірландії
Епідемія коронавірусної хвороби 2019 у Північній Ірландії — це поширення пандемії коронавірусної хвороби 2019 на територію Північної Ірландії. Перший випадок хвороби у цій частині Великої Британії зареєстровано 27 лютого 2020 року. Департамент охорони здоров'я Північної Ірландії повідомив про 3445 смертей серед людей, у яких незадовго до цього підтверджено позитивний результат тестування на коронавірус. Агентство статистики та досліджень Північної Ірландії повідомляє про 4838 випадків, у яких у свідоцтві про смерть згадується COVID як одна з можливих причин смерті. Північна Ірландія має найнижчий рівень смертності від COVID-19 на душу населення у Великій Британії. Переважна більшість смертей була серед людей старше 60 років, і майже половина померла в будинках для людей похилого віку. Згідно зі статистикою, лише приблизно 1/9 з понад 4800 померлих були молодшими за 65 років.
23 березня 2020 року у Північній Ірландії разом з рештою Великої запроваджений карантин. Розпорядження про домашній карантин забороняло поїздки без нагальної необхідності та обмежувало контакти з іншими людьми, а школи, підприємства, заклади, місця розваг та культові заклади були закриті. Такі масові заходи, як День Святого Патрика, були скасовані. За прогнозами, тривалий карантин завдасть серйозної шкоди економіці та призведе до значного зростання безробіття. Служба охорони здоров'я Північної Ірландії працювала над збільшенням пропускної здатності лікарень. У середині квітня моделювання Департаменту охорони здоров'я Північної Ірландії показало, що служба охорони здоров'я може впоратися з очікуваним піком випадків. 21 квітня головний радник з питань науки Північної Ірландії повідомив, що крива нових випадків вирівнялася, і пік епідемії пройдено.
Карантин у Північній Ірландії поступово скасовували в червні—липні 2020 року, оскільки рівень інфікування та смертності знизився. Школи залишалися закритими на літні канікули, але знову відкрилися у вересні. У тому ж місяці рівень інфікованості знову зріс, і були знову запроваджені карантинні обмеження. 16 жовтня в Північній Ірландії було запроваджено восьмитижневий карантин, хоча школи залишалися відкритими, а деякі обмеження були послаблені на один тиждень. В основному локдаун було знято 11 грудня. Після короткого послаблення обмежень на Різдво 26 грудня було знову запроваджено локдаун, включно із закриттям учбових закладів, оскільки різко зріс рівень нових випадків хвороби. З початку 2021 року розпочалась програми масової вакцинації, і на початку 2021 року рівень захворюваності впав. У березні 2021 року знову відкрилися школи, а карантин було поступово скасовано з кінця квітня того ж року. У грудні 2021 року підтвердження вакцинації або відсутності інфекції стало обов'язковим для входу в приміщення.

## Хронологія
Охорона здоров'я у Великій Британії децентралізована, причому Англія, Північна Ірландія, Шотландія та Уельс мають власні системи охорони здоров'я, що фінансуються державою, цільовими грантами за формулою Барнетта, та підзвітні окремим урядам і парламентам, а також мають невеликий за розмірами приватний сектор, та мають добровільне надання допомоги. Оскільки кожна частина Сполученого Королівства має різну політику та пріоритети, то між цими системами існують відмінності.

### Перша хвиля та загальнонаціональний локдаун (березень–травень 2020)
Служба охорони здоров'я Північної Ірландії розпочала тестування на COVID-19 протягом лютого 2020 року, станом на 19 лютого було проведено 35 тестів, усі з яких дали негативний результат. 27 лютого служба охорони здоров'я підтвердив, що в Північній Ірландії був виявлений перший імовірний випадок хвороби в жінки, яка повернулася з Італії, цей зразок було надіслано до референс-лабораторії в Англії, де 29 лютого було підтверджено перший випадок коронавірусної хвороби в Північній Ірландії. Кількість випадків хвороби продовжувала зростати протягом початку березня, і до кінця першого тижня кількість випадків зросла до 7.
9 березня міська рада Белфаста проголосувала за скасування щорічного параду до Дня святого Патрика в місті. До кінця другого тижня служба охорони здоров'я почала рекомендувати людям із симптомами хвороби ізолюватися на 7 днів, до 15 березня кількість випадків зросла до 45. У День святого Патрика паради по всій Північній Ірландії були скасовані, оскільки кількість випадків хвороби досягла 52.
19 березня в Північній Ірландії була зареєстрована перша смерть від COVID-19, кількість випадків хвороби сягнула 77. У повідомленні про цю новину голова уряду Північної Ірландії Арлін Фостер сказала: «Це сумний день для Північної Ірландії. Наші думки та молитви насамперед з сім'єю та друзями померлого хворого. І ми безмірно вдячні нашому медперсоналу, який піклувався про цю особу. Це не несподівана новина. Ми знали, що ця пандемія неминуче коштуватиме дорогоцінних життів. Ми не можемо зупинити хворобу. Але всі ми зобов'язані зробити все можливе, щоб уповільнити її поширення та захистити найбільш уразливих від наслідків цього коронавірусу». 22 березня від COVID-19 помер другий хворий, кількість випадків хвороби зросла до 128.
20 березня уряд Великої Британії оголосив про заходи щодо подальшої боротьби з поширенням коронавірусу, які включали закриття барів, ресторанів, спортзалів та багатьох інших громадських закладів.
Також 20 березня уряд Великої Британії повідомив про запровадження схеми збереження робочих місць у зв'язку з епідемією коронавірусної хвороби, згідно з якою він пропонуватиме гранти компаніям на виплату 80 % заробітної плати персоналу щомісяця до загальної суми 2500 фунтів стерлінгів на особу, якщо компанії залишатимуть персонал у своїх фондах оплати праці. Схема охоплювала тримісячну заробітну плату та діяла заднім числом до початку березня. Пізніше в березні було оголошено про програму підтримки доходів самозайнятих осіб. За цією схемою виплачувала грант у розмірі 80 % прибутку самозайнятих осіб у розмірі до 2500 фунтів стерлінгів щомісяця компаніям, чий торговий прибуток становив менше 50 тисяч фунтів стерлінгів у 2018—2019 фінансовому році або в середньому менше 50 тисяч фунтів стерлінгів за останні 3 роки фінансових податкових років для тих, хто зазнав втрати доходу.
Станом на 20 березня у Північній Ірландії підтверджено 86 випадків хвороби.
21 березня в Північній Ірландії спостерігалося найбільше зростання кількості нових випадків на той час: було підтверджено 22 нові випадки хвороби. 22 березня від коронавірусу помер другий хворий.
23 березня від COVID-19 помер третій хворий, а 24 березня — ще 2 хворих. 25 березня було зареєстровано найбільше зростання нових випадків на той час, оскільки кількість випадків зросла на 37 до 209, а також було підтверджено 2 нових смерті. Виступаючи на прес-конференції 25 березня, головний медичний працівник Північної Ірландії д-р Майкл Макбрайд сказав, що він вважає, що фактична кількість випадків хвороби становить «багато тисяч», а кількість тестувань зросте приблизно до 1000 нових тестів на добу.
26 березня ще 3 особи померли від хвороби при 32 нових підтверджених випадках. 27 березня було підтверджено 34 нових випадки хвороби та 3 нових смерті, а провідні лікарі загальної практики Північної Ірландії написали відкритого листа із закликом до повного карантину, зазначивши: "Будь ласка, почуйте та виконайте наше щире прохання та перейдіть до прийняття «повного карантину, тобто локдауну, який ми бачили в інших країнах, за першої ж нагоди. Час має вирішальне значення». 28 березня в Північній Ірландії було зафіксовано найвищий рівень збільшення нових випадків хвороби: 49 нових інфікувань і ще 2 смерті.
Увечері 28 березня влада Північної Ірландії повідомила про нові суворіші заходи для боротьби з поширенням вірусу. Запроваджені наступні заходи:
- Можливість змусити підприємство закритися, та покарати людей, які залишають свої домівки без «розумної причини».
- Штрафи, починаючи від повідомлень про фіксований штраф до штрафів у розмірі до 5 тисяч фунтів стерлінгів, запроваджуються як примусове виконання заходів.
- Кожен, хто може працювати віддалено, повинен це робити.
- Роботодавці повинні сприяти віддаленій роботі там, де це можливо.
- Жоден роботодавець не повинен змушувати працівника приходити на роботу, якщо можливо працювати віддалено.
- Кожен роботодавець повинен вжити всіх розумних заходів для захисту здоров'я, безпеки та благополуччя працівників під час надзвичайної ситуації, пов'язаної з COVID-19, незалежно від того, чи працює він дистанційно, чи на робочому місці.
- Кожен роботодавець повинен надавати особливу увагу безпеці працівників на робочому місці, та виконувати вказівки щодо соціального дистанціювання, видані департаментом економіки.
- Кожен роботодавець має юридичний обов'язок забезпечувати, наскільки це розумно можливо, здоров'я, безпеку та благополуччя на роботі всіх працівників.
- Якщо підприємство не дотримується вказівок департаменту економіки, та порушує законні зобов'язання щодо здоров'я та безпеки, державні органи вживатимуть жорстких заходів, які можуть включати кримінальне переслідування.
- За необхідності Виконавчий офіс також використовуватиме свої повноваження щодо закриття або обмеження підприємств, які не забезпечують безпеку своїх працівників.

Коментуючи нові заходи, Арлін Фостер сказала: «Ми просимо людей Північної Ірландії внести фундаментальні зміни в те, як вони живуть. Але ми робимо це, щоб убезпечити вас, щоб вирівняти криву інфекції COVID-19, щоб служба охорони здоров'я мала можливості впоратися з тими, хто найбільше потребує їхньої допомоги». Заступник першого міністра Мішель О'Ніл також прокоментувала: «Кожен із нас несе особисту відповідальність робити все можливе, щоб протистояти COVID-19, на благо кожного в суспільстві. Ми використовуватимемо всі свої можливості, щоб люди залишалися вдома, щоб ми врятували якомога більше життів».
29 березня служба охорони здоров'я Північної Ірландії повідомила про 86 нових випадків хвороби та 6 нових смертей, що стало найвищими показниками за один день на той час.
Після повідомлення 31 березня про 53 нових випадки хвороби та 6 нових смертей, загальна кількість на кінець березня становила 586 підтверджених випадків та 28 смертей.
1 квітня було підтверджено ще 103 випадки хвороби та 2 смерті, а міністр охорони здоров'я Робін Сванн попередив, що під час першої хвилі пандемії можуть померти 3 тисячі осіб. 2 квітня було зареєстровано ще 85 випадків і ще 6 смертей, внаслідок чого загальна кількість підтверджених випадків і смертей склала 774 і 36 відповідно. 3 квітня служба охорони здоров'я опублікувало найбільше зростання кількості смертей і випадків хвороби на той час: 130 випадків і 12 смертей, внаслідок чого загальна кількість підтверджених випадків склала 904, а кількість смертей — 48.
4 квітня повідомлено про ще 94 нових випадки хвороби та 8 нових смертей після того, як перший у Північній Ірландії центр тестування на COVID-19 для медичних працівників відкрився в «Одіссей Сентер» у Белфасті. Міністр охорони здоров'я Робін Свонн сказав, що новий центр тестування в Белфасті «розвіє деякі занепокоєння та спекуляції, які ми мали останнім часом. Я повністю розумію розчарування, що ми не змогли швидше збільшити кількість тестувань. Це не через брак волі чи дій. Існують значні проблеми, включаючи лабораторне обладнання та кадровий потенціал, а також безпрецедентний рівень глобального попиту на тестові реагенти та ватні тампони».
Повідомлено, що з початку карантину понад 33 тисячі осіб звернулися за допомогою з безробіття, що в 10 разів перевищує звичайний рівень. Економісти прогнозували, що тривалий карантин і збої призведуть до втрати сотень тисяч робочих місць.
5 квітня було зареєстровано ще 91 випадок хвороби і 7 смертей, в результаті чого загальна кількість випадків і смертей склала 1089 і 63 відповідно.
6 квітня Помаранчевий Орден оголосив про скасування щорічних святкувань 12 липня, оскільки цього дня було підтверджено ще 69 випадків хвороби та 7 смертей. 7 квітня служба охорони здоров'я оголосило про ще 97 випадків хвороби і 3 смерті, після того, як в центрі технічного обслуговування в Белфасті відкрився другий центр тестування на коронавірус в автомобілі. З наближенням Великодня, 8 квітня поліцейська служба Північної Ірландії застерегла жителів регіону від відвідування місцевих пам'яток природи, оскільки кількість померлих зросла до 78 із ще 5 смертями та 84 новими випадками хвороби за останню добу.
Ще 4 смерті та 138 випадків хвороби були підтверджені 9 квітня, низка експертів з економіки спрогнозували глибоку рецесію в Північній Ірландії після кризи. Дослідження Бібліотеки Асамблеї Північної Ірландії показало, що Північна Ірландія має нижчий рівень смертності від COVID-19 на душу населення, ніж інші частини Сполученого Королівства, і нижчий рівень смертності, ніж Республіка Ірландія. Також було виявлено, що в Північній Ірландії рівень тестування на COVID-19 на душу населення вищий, ніж в інших частинах Сполученого Королівства.
10 квітня було зареєстровано ще 10 смертей і 112 випадків хвороби, внаслідок чого загальна кількість сягнула 1589 випадків і 92 смерті.
11 квітня було підтверджено ще 15 смертей і 128 нових випадків, а міністр охорони здоров'я Робін Сванн звернувся до армії з проханням допомогти в боротьбі з поширенням хвороби. 12 квітня кількість нових випадків зросла на 89 до 1806, а кількість смертей — на 11 до 118. 15 квітня ще 6 хворих померли, та було підтверджено ще 121 новий випадок хвороби, а карантинні заходи були продовжені ще на три тижні, заступник голови уряду Північної Ірландії Мішель О'Ніл попередила про самовдоволення, заявивши: «Наша найбільша небезпека в цей період — самовдоволення. Заходи дають позитивні результати, але якщо ми послабимо свою поведінку, ми опинимося в небезпеці».
15 квітня голова уряду Північної Ірландії Арлін Фостер продовжила період карантину в Північній Ірландії до 9 травня, оскільки цього дня було підтверджено 121 новий випадок хвороби та 6 нових смертей. Моделювання, проведене департаментом охорони здоров'я, показало, що Північна Ірландія досягла піку спалаху хвороби, і що служба охорони здоров'я Північної Ірландії тепер може впоратися з очікуваним піком випадків. Сванн сказав, що пік «тепер потенційно може бути менш значним, ніж ми побоювалися».
20 квітня міністерство охорони здоров'я запустило новий вебсайт, на якому щоденно оновлюються статистичні дані, такі як інформація про госпіталізацію та виписку з лікарень, зайнятість ліжок і розподіл випадків і смертей за віком і статтю. Розповідаючи про запуск сайту, міністр охорони здоров'я Робін Сванн сказав: «Життєво важливо добре інформувати громадськість. Це включає публікацію статистичних даних, а також найважливіших порад щодо того, як ми убезпечимо себе та своїх близьких». Новий вебсайт також підтвердив, що 2307 хворих з COVID-19 були виписані з лікарні до 20 квітня.
21 квітня головний науковий радник Північної Ірландії заявив, що крива зростання нових випадків у Північній Ірландії згладжується, і дані свідчать про те, що Північна Ірландія подолала пік свого спалаху. Він сказав, що кількість випадків може впасти до низького рівня до середини травня, якщо до того часу дотримуватися правил соціального дистанціювання.
23 квітня голова уряду Арлін Фостер заявила, що Північна Ірландія, можливо, зможе послабити карантин раніше, ніж інші частини Великобританії. Вона сказала, що послаблення обмежень залежатиме від виконання критеріїв охорони здоров'я, а не від графіка. Міністр охорони здоров'я сказав, що «важливо, щоб наші наукові рекомендації ґрунтувалися на науці, застосовній до реалій Північної Ірландії».
Оскільки 29 квітня кількість померлих зросла до 338, міністр охорони здоров'я Робін Свонн пообіцяв забезпечити максимальну прозорість у статистиці щодо спалаху COVID-19, заявивши: «Я хочу й надалі бачити максимально можливу прозорість у цьому питанні. Я хочу вивчити зі службою охорони здоров'я, чи вона зможе повідомляти частіше, ніж раз на тиждень, про випадки смерті, пов'язані з Covid-19, у лікарнях і поза ними. Це непросто, і я хочу подякувати всім, хто наполегливо працює в цій сфері, щоб надати нам дані та надійну статистику».
Після повідомлення 30 квітня про 73 нових випадки хвороби та 9 нових смертей, загальна кількість на кінець квітня становила 3536 підтверджених випадків і 347 смертей.
30 квітня Управління статистики Великої Британії написало постійному секретареві Річарду Пенгеллі, вказавши, що в даних є прогалини, а щоденні часові ряди були втрачені, оскільки статистичні дані почали оприлюднювати через прес-релізи міністерства охорони здоров'я. Крім того, повідомлялося, що статистика щоденних даних про поширення хвороби повинна оприлюднюватися прозоро, легко доступно та впорядковано.
1 травня повідомлено про ще 18 смертей, пов'язаних з COVID-19, 4 з яких сталися минулої доби (з ранку 30 квітня до ранку 1 травня). 5 травня було оголошено про 14 смертей лише в одному будинку для пристарілих у Гленгормлі в графстві Антрім.
7 травня виконавча влада Північної Ірландії зібралася, щоб обговорити дорожню карту для припинення карантину, про оголошення якого мало бути опубліковано протягом тижня, починаючи з 11 травня. Однак, незважаючи на роботу над цією дорожньою картою, у той час Арлін Фостер і Мішель О'Ніл застерігали від послаблення обмежень на початку травня, оскільки рівень зараження все ще був занадто високим. Мішель О'Ніл заявила: «Ми все ще перебуваємо на етапі реагування, ми все ще боремося з коронавірусом, але ми також перебуваємо в тому просторі, де плануємо відновлення, і це світло в кінці тунелю, яке, як ми знаємо, усі хочуть побачити». На основі цих даних влада Північної Ірландії продовжила карантин на своїй території ще на 3 тижні до 28 травня. Повідомлялося, що рівень зараження був вищим у будинках для людей похилого віку, ніж у цілому серед населення, що збільшувало загальний рівень зараження.
8 травня агентство статистики та досліджень Північної Ірландії повідомило про 516 смертей, пов'язаних із COVID-19 до 1 травня включно. Повідомлялося, що майже половина смертей була в будинках для людей похилого віку, а три чверті смертей були серед людей старше 75 років.
12 травня виконавча влада Північної Ірландії оголосила дорожню карту для регіону щодо безпечного виходу із карантину. План складався з 5 етапів, які мали розпочатися в кінці повного карантину, який очікувався наприкінці травня. План не мав конкретних дат, оскільки він повністю залежав від того, наскільки низьким буде коефіцієнт передачі вірусу на одного хворого на кожному етапі.
Говорячи про дорожню карту, голова уряду Арлін Фостер сказала: «Ми усвідомлюємо, наскільки складними є поточні обмеження. Але ці обмеження та рішучі люди Північної Ірландії, які їх дотримувалися, врятували життя і продовжують це робити. Ми не хочемо зберігати будь-які обмеження довше, ніж це потрібно, але, послаблюючи будь-які заходи, ми повинні усвідомлювати потенційні наслідки передачі вірусу та нашу здатність рятувати життя. Стратегія відновлення виконавчої влади визначає шлях для нас, щоб вийти з карантину найбезпечнішим способом. Це вимагатиме серії суджень і рішень у міру просування вперед. Ці рішення ґрунтуватимуться на доказах, враховуючи наші унікальні обставини тут, у Північній Ірландії. Розпочавши поетапне відновлення, ми зосередимося на здоров'ї та добробуті нашого населення, впливу на наше суспільство і нашу економіку в цілому. Перш за все нашим пріоритетом буде порятунок життів».
Заступник голови уряду Мішель О'Ніл сказала:
«Ми не недооцінюємо вплив суворих обмежень на кожного в нашому суспільстві. Хоча вони все ще вкрай необхідні, важливо, щоб ми давали людям надію на майбутнє. Сьогодні ми визначили наш шлях для майбутнього відновлення, який дає вказівку на те, як можна пом'якшити обмеження щодо різних аспектів життя на різних етапах. Поетапний п'ятиетапний підхід відображає оцінку ризику, яку ми будемо робити на кожному етапі. Ці рішення підтверджуватимуться медичними та науковими порадами та порівнюватимуться з нашими керівними принципами та передовою міжнародною практикою. Стратегія виконавчої влади не обмежена часовими рамками, оскільки життєво важливо, щоб ми зберігали гнучкість, необхідну для реагування на складну ситуацію, що виникає, на основі всіх відповідних доказів. Наше відновлення після COVID-19 вимагатиме реальних партнерських зусиль із спільнотою. Звертаємося до громадян з проханням набратися терпіння. Продовжуйте дотримуватись обмежень, дотримуйтеся рекомендацій охорони здоров'я та залишайтеся вдома. Ми будемо інформувати вас про кожен крок, коли ми зможемо повільно й обережно вийти з карантину.»
Оригінальний текст (англ.)
We don't underestimate the impact that the severe restrictions have had on everyone across our society. While they are still absolutely necessary, it is important that we give people hope for the future. Today we have set out our pathway for future recovery which gives an indication of how the restrictions on different aspects of life may be eased at various stages. The incremental five-step approach reflects the risk-based judgements we will make at each stage. These decisions will be evidenced by medical and scientific advice and benchmarked against our guiding principles and international best practice.
The Executive's strategy is not time-bound because it's vital that we retain the flexibility needed to respond to the complex emerging situation based on all relevant evidence. Our recovery from COVID-19 will require a real partnership effort with the community. We are appealing to the public to please be patient. Keep adhering to the restrictions, follow the public health advice and stay at home. We will keep you updated every step of the way when we are in a position to slowly and carefully move out of lockdown.
18 травня виконавча влада Північної Ірландії ввела в дію деякі положення першого кроку, дозволивши відкрити відвідування громадських садів та центрів відпочинку. Однак того ж дня було оголошено, що подальші заходи першого кроку будуть запроваджені у вівторок, 19 травня, зокрема групи до 6 осіб, які не мають спільного домогосподарства, зможуть зустрічатися на вулиці та відвідувати закриті церковні служби.
26 травня міністерство охорони здоров'я повідомило, що за попередні 24 години не було жодної смерті, вперше з 18 березня. 29 травня служба охорони здоров'я повідомила про 716 смертей з усіх джерел до 22 травня.
На кінець травня в Північній Ірландії було загалом 4716 підтверджених випадків COVID-19 та 523 смертей від хвороби.

### Пом'якшення обмежень (червень–серпень 2020)
Смертність і кількість випадків хвороби на початку червня 2020 року продовжували знижуватися, а міністр охорони здоров'я повідомив про надання пакету підтримки в 11,7 мільйонів фунтів стерлінгів для будинків для людей похилого віку в Північній Ірландії, який включає фінансування лікарняних листів для персоналу.
Вперше після запровадження карантину з 6 по 9 червня не було зареєстровано смертей, вдруге не зареєстровано смертей з 13 по 14 червня. Служба охорони здоров'я повідомила про подальше пом'якшення карантинних заходів із дозволом на відновлення роботи всіх роздрібних магазинів із продажем товарів, які не є життєво необхідними, з 12 червня. Міністр охорони здоров'я також повідомив про запровадження нової ідентифікаційної картки для доглядальників, яка дозволить їм відвідувати магазини в години пріоритетних покупок.
15 червня влада оголосила про подальше пом'якшення карантину, на цей раз зосередившись на індустрії гостинності: готелям, ресторанам і барам, які продають їжу або мають великий пивний зал на свіжому повітрі, було дозволено відкриватися з 3 липня 2020 року. 16 червня статистичне агентство Північної Ірландії і агентство досліджень повідомили, що безробіття в Північній Ірландії подвоїлося в період з березня по травень внаслідок обмежень щодо COVID-19. 18 червня повідомлено, що з 6 липня дозволено працювати іншим службам, таким як перукарні та салони краси.
20 червня не було жодного підтвердженого випадку за попередні 24 години вперше з першого тижня березня. З 23 червня було дозволено зустрічатися до 6 особам у приміщенні, дотримуючись соціальної дистанції та без ночівлі. 25 червня повідомлено, що Північна Ірландія скоротить встановлену відстань соціального дистанціювання з 2 метрів до 1 метра. Наприкінці червня в Північній Ірландії було загалом 5760 підтверджених випадків COVID-19 із 551 смертю.
2 липня голова уряду Арлін Фостер закликала Мішель О'Ніл піти у відставку після того, як вона прийшла на похорони Боббі Сторі. Фостер сказала, що вона не може «стояти поряд» з О'Ніл і «давати поради щодо охорони здоров'я» після того, як вона відвідала зібрання зі 120 осіб, порушуючи урядові обмеження Північної Ірландії, згідно з якими на похоронах має бути присутнім не більше 30 осіб.
Оскільки зросло занепокоєння щодо зростання безробіття, 6 липня уряд Великобританії оголосив про програму вартістю 111 мільйонів фунтів стерлінгів, щоб допомогти фірмам в Англії забезпечити додаткові 30 тисяч місць для стажування на робочому місці; 21 мільйон фунтів було надано для фінансування подібних схем у Шотландії, Уельсі та Північній Ірландії.
У липні запроваджено низку пом'якшень карантинних заходів щодо COVID-19: 3 липня відкрилися букмекерські контори, приватні клуби, ресторани, музеї та туристичні об'єкти, а 6 липня відкрилися салони та заклади надання послуг із безпосереднім контактом між людьми. 10 липня було дозволено відкрити спортивні зали в приміщенні, ігрові майданчики на відкритому повітрі, майданчики для лото, кінотеатри, дозволено проводити церемонії весілля та хрещення, та проводити змагання в приміщеннях. Пізніше дозволено відкрити бібліотеки та центри дозвілля у приміщеннях. 10 липня у громадському транспорті Північної Ірландії стало обов'язково носити маску для обличчя, за винятком осіб із низкою хронічних захворювань, дітей віком до 13 років і в шкільному транспорті.
18 липня дослідження, проведене Ольстерським університетом, показало, що приблизно від 240 до 280 тисяч робочих місць можуть опинитися під загрозою внаслідок соціальне дистанціювання розміром у 2 метри, а зменшення його до 1 метра може зберегти до 30 тисяч робочих місць. 22 липня служба охорони здоров'я повідомила, що виявивлено 16 кластерів COVID-19 із 133 випадками з моменту початку роботи його системи відстеження контактів.
30 липня міністерство охорони здоров'я випустило додаток для відстеження контактів під назвою «StopCOVID NI». 31 липня були призупинені рекомендації, які радили особам із високим ризиком важкого перебігу хвороби ізолюватися від суспільства, що дозволило їм припинити самоізоляцію. Наприкінці липня в Північній Ірландії було загалом 5948 підтверджених випадків COVID-19, з них 556 хворих померли.
5 серпня кількість випадків хвороби в Північній Ірландії перевищила 6 тисяч. 6 серпня служба охорони здоров'я повідомила про 43 нові випадки хвороби, що є найбільшою кількістю випадків за добу із середини травня. Того ж дня виконавча влада повідомила, що з 10 серпня масковий режим стане обов'язковим, а відкриття пабів, у яких не подають їжу, відкладено до 1 вересня. Також того ж дня було повідомлено, що всі учні повернуться до школи у звичайному режимі у 5 днів на тиждень на початку семестру у вересні. Міністр освіти Пітер Вейр оголосив, що учні з 1 по 10 років навчання повернуться до школи з бульбашками безпеки, з мінімізованими переміщеннями між класами учнів з 11 по 14 року навчання.
20 серпня виконавча влада повідомила, що мають бути знову запроваджені деякі обмеження внаслідок зростання кількості випадків за останні дні. Оголошені обмеження включали зменшення кількості осіб під час заходів у приміщенні з 10 до 6 осіб, і зустрічей на відкритому повітрі з 30 до 15. Того ж дня північноірландська поліція оголосила, що вони зосередять заходи біля гарячих точок на території Північної Ірландії, щоб зупинити поширення COVID-19. На кінець серпня в Північній Ірландії було загалом 7245 підтверджених випадків COVID-19, з яких 560 померли.

### Друга хвиля та новий локдаун (вересень–листопад 2020)
1 вересня вперше з початку пандемії діти повернулися до школи. 9 вересня дані, опубліковані міністерством освіти, показували, що випадки COVID-19 були зареєстровані в 64 школах Північної Ірландії протягом перших двох тижнів осіннього семестру.
10 вересня виконавча влада Північної Ірландії запровадила нові обмеження на відвідування інших домогосподарств для Баллімени та окремих районів Гленаві, Лісберна та Крамліна внаслідок зростання кількості випадків COVID-19 у цих районах. Виконавча влада також оголосила про подальше загальнонаціональне пом'якшення обмежень в Північній Ірландії, зокрема, про відновлення роботи барів з питною водою 21 вересня.
21 вересня виконавча влада Північної Ірландії повідомила, що локальні обмеження, які були введені в різних населених пунктах по всій Північній Ірландії, тепер будуть застосовуватися по всій країні з 18:00 22 вересня. Ці обмеження включали: у приватному саду можуть збиратися не більше 6 осіб із не більше ніж 2 домогосподарств, і виключалось будь-яке змішування домогосподарств у приватних помешканнях, за деякими винятками, такими як проживання з одним домогосподарством, обов'язки по догляду, включаючи догляд за дітьми, обов'язкові відвідування з юридичною або медичною метою і низка інших.
Говорячи про нові обмеження, заступник голови уряду Мішель О'Ніл сказала: «У нас є від 2 до 3 тижнів, щоб пригнітити значне поширення хвороби, інакше ми ризикуємо отримати ще більше випадків до середини жовтня. Дані дуже чітко показують, що кількість областей занепокоєння зростає дуже швидко».
28 вересня міністр охорони здоров'я Робін Свонн повідомив, що Північну Ірландію було обрано як один із регіонів для участі у великому британському випробуванні потенційної вакцини, розробленої компанією «Novavax» за підтримки агентства громадської охорони здоров'я. Спочатку в дослідженні в Північній Ірландії візьмуть участь 350 добровольців. Говорячи про це випробування, Сванн сказав: «Життєво важливо, щоб Північна Ірландія приєдналася до цієї важливої всесвітньої роботи». Того ж дня Ольстерське управління цивільної безпеки оголосило про втрати понад 2 мільйонів фунтів стерлінгів внаслідок пандемії. Наприкінці вересня зареєстровано 11693 підтверджених випадків хвороби та 579 підтверджених смертей.
2 жовтня було повідомлено про нові обмеження для Деррі та Страбейна: пабам, кафе, ресторанам і готелям дозволено лише працювати на винос та доставки, а також працювати просто неба. Районна лікарня Альтнагельвін у Деррі також призупинила надання деяких послуг з лікування хворих на COVID-19. Прем'єр-міністр Великої Британії Борис Джонсон також оголосив про додаткову фінансову підтримку для виконавчої влади Північної Ірландії, щоб допомогти впоратися з другою хвилею COVID-19.
14 жовтня виконавча влада Північної Ірландії оголосила про новий локдаун шляхом закриття всіх закладів, який почав діяти з п'ятниці, 16 жовтня, терміном на 4 тижні. Ці заходи включали:
- Школи будуть закриті з 19 до 30 жовтня;
- Міхур безпеки має бути обмежений максимум 10 особами з 2 домогосподарств;
- Заборонені ночівлі у не власному приватному будинку, якщо він не знаходиться в міхурі безпеки;
- Закриття готельних та ресторанних закладів, окрім доставки та виносу їжі, із збереженням існуючого часу закриття 23:00.
- Інші приміщення для виносу будуть приведені у відповідність до інших ресторанних закладів з часом закриття 23:00;
- Забороняється відкривати послуги з тісним контактом, такі як перукарні та косметологи, за винятком тих, які пов'язані з продовженням призначених лікувальних заходів.
- Забороняється будь-який вид спорту в закритих приміщеннях або організований контактний вид спорту, що включає змішування між домогосподарствами, крім елітного рівня;
- Заборона проведення масових заходів із залученням понад 15 осіб (за винятком дозволених спортивних заходів на відкритому повітрі, для яких і надалі діятиме відповідна кількість);
- Тренажерні зали можуть залишатися відкритими, але лише для індивідуальних тренувань за наявності місцевого контролю;
- Похорони мають бути обмежені до 25 осіб без жодних зборів до чи після похорону;
- Ліцензовані точки продажу та супермаркети не продають алкоголь після 20:00;
- Весільні церемонії та цивільні партнерства обмежуються 25 особами без прийомів. Це запроваджується в понеділок, 19 жовтня. Місця, які пропонують святкування після церемонії чи партнерства цими вихідними, можуть залишатися відкритими для цієї мети, але можуть не надавати інші послуги для людей, які не є учасниками весілля чи партнерської вечірки, і їх кількість має обмежуватися 25 особами.

Також до існуючих рекомендацій щодо підтримання здоров'я були додані наступні поради:
- Перехід на віддалену роботу, лише якщо вона не в змозі забезпечити необхідний мінімум роботи, тоді допускається вихід на робоче місце;
- Університети та подальша освіта забезпечують дистанційне навчання в максимально можливому обсязі лише з необхідним особистим навчанням, де це є необхідною та неминучою частиною курсу навчання;
- Не слід здійснювати непотрібні поїздки.

Говорячи про нові обмеження, голова Арлін Фостер сказала: «Ми стикаємося з важкою реальністю швидкого зростання рівня зараження. У наших лікарнях зростає кількість людей, які потребують невідкладної допомоги, і, на жаль, вчора ми дізналися про смерть 7 людей від коронавірусної хвороби. Виконавча влада ретельно та ретельно обміркувала правильну комбінацію дій, які завдадуть максимальної шкоди вірусу, але мінімальної шкоди шансам на життя сьогодні та завтра. Ми розуміємо, що ці втручання будуть важкими, але вони не будуть у місце на мить довше, ніж їм потрібно. Я б попросив усіх працювати з нами, щоб врятувати життя та захистити нашу службу охорони здоров'я».
14 жовтня міністр охорони здоров'я Робін Сванн також повідомив, що госпіталь Найтінгейл у міській лікарні Белфаста знову відкриється. Говорячи про рішення, Свонн сказав: «Це не те, що я хотів зробити — це було рішення, яке я намагався прийняти якомога пізніше. Вірус стрімко та експоненціально поширюється, і потрібні були термінові дії».
4 листопада 2020 року, після того, як було зареєстровано 10 нових смертей, представники охорони здоров'я порадили продовжити обмеження щодо COVID-19 у готельному секторі ще на 2 тижні, щоб уникнути подальших втручань до Різдва.
12 листопада обмеження було продовжено на один тиждень, а деякі обмеження в готельному секторі продовжено на два тижні до 27 листопада. Запроваджені нові заходи:
- Перукарні та салони краси, автошколи відновлять роботу за попереднім записом 20 листопада.
- Готельні заклади знову відкриються на «поступовій основі», а неліцензовані приміщення, такі як кафе та кав'ярні, також відкриються 20 листопада, але з часом закриття о 20:00.
- У неліцензованих приміщеннях не можна купувати та вживати алкоголь.
- 20 листопада пабам і барам буде дозволено проводити розпродажі у приміщенні.
- Ресторани, паби та готелі можуть знову відкритися 27 листопада, оскільки решта обмежень через COVID-19, запроваджених 16 жовтня, закінчуються опівночі 26 листопада.

19 листопада виконавча влада повідомила, що 27 листопада будуть запроваджені нові карантинні обмеження. Вони включали всі заходи, запроваджені раніше в жовтні, однак кафе та всі неліцензовані заклади харчування повинні будуть знову закритися, магазини з продажу товарів не першої необхідності будуть закриті, а також будуть закриті всі розважальні заклади та дозвілля, такі як басейни та тренажерні зали.
24 листопада голова уряду із своїм заступником оголосили про плани заходів щодо COVID-19 на Різдво, в яких відповідно до решти складових Великої Британії, дозволено зустрічатися в приміщенні та на вулиці з 23 по 27 грудня до 3 домогосподарств. Але на відміну від інших країн, що входять до складу Великобританії, обмеження будуть послаблені в Північній Ірландії з 22 по 28 грудня для тих, хто їде на материкову частину Великобританії або прибуває звідти, хоча їм не буде дозволено зустрічатися з представниками інших домогосподарств у ці додаткові дні.

### Третій локдаун і програма вакцинації (грудень 2020 року—лютий 2021 року)
3 грудня 2020 року виконавча влада погодилася послабити карантинні обмеження 11 грудня. Роздрібна торгівля товарами не першої необхідності, закриті приватні підприємства, церкви та спортзали можуть знову відкритися з дотриманням соціального дистанціювання та деяких обмежень. Частина індустрії гостинності можуть знову відкритися, наприклад, кафе, ресторани та бари, де подають їжу, можуть відкриватися, але повинні бути закриті до 23:00, паби з продажем алкогольних напоїв мають залишатися закритими.
Північна Ірландія почала вакцинацію вакциною Pfizer-BioNTech 8 грудня 2020 року, починаючи з мешканців і персоналу будинку пристарілих у Палмерстоні в Белфасті.
17 грудня внаслідок збільшення кількості випадків захворювання та госпіталізацій виконавча влада оголосила про новий суворий шеститижневий карантин, який розпочався 26 грудня. Заклади розваг і дозвілля, підприємства гостинності, підприємства, що працюють у тісному контакті з людьми, і магазини не першої необхідності повинні знову закритися, тепер також включно з садовими центрами, магазинами товарів для дому та послугами доставки. Готелі повинні зачинитися після 28 грудня, а заняття всіма види спорту заборонені, навіть на елітному рівні.
У зв'язку з поширенням нового варіанту COVID-19 по всій Північній Ірландії 5 січня 2021 року виконавча влада ще більше посилила обмеження. З п'ятниці 8 січня заборона виходити на вулиці стала законом, тобто люди можуть виходити з дому лише для потреб лікування або придбання їжі, фізичних вправ та роботи, яку неможливо виконати віддалено. Подальші обмеження також були запроваджені для закладів освіти, включно дитячих садків, початкових і старших шкіл, які мали перейти на дистанційне навчання, до закінчення канікул у середині лютого 2021 року. r>
Наприкінці січня виконавча влада оголосила, що обмеження триватимуть до початку березня внаслідок того, що в лікарнях залишалася велика кількість хворих із COVID-19. Це розширення обмежень також стосуватиметься шкіл.
18 лютого виконавча влада повідомила, що обмеження знову будуть продовжені до четверга, 1 квітня, з датою перегляду в четвер, 18 березня. Єдиною зміною в обмеженнях карантину стане те, що учні першого, другого та третього рівня шкіл повернуться до школи в понеділок, 8 березня.

### Продовження вакцинації та послаблення карантину (березень–травень 2021 року)
2 березня влада Північної Ірландії оприлюднила нові карантинні заходи, що заступник першого міністра Мішель О'Ніл описала як «обнадійливу та обережну» стратегію виходу з карантину, але, на відміну від Англії та Шотландії, був відсутній графік скасування заходів. Натомість міністри збиратимуться щотижня, щоб оцінити доступну їм інформацію та вирішити, які обмеження можна скасувати. Голова уряду Арлін Фостер визнала розчарування, яке відчували люди, але сказала, що влада Північної Ірландії багато чого дізналася про коронавірус за останній рік. Міністр охорони здоров'я Робін Свонн визнав розчарування людей відсутністю дат у стратегії виходу з карантину, але пояснив, що існувало занадто багато невизначеностей, щоб вказати конкретні дати.
16 березня виконавча влада оголосила про перші етапи послаблення карантину з наступними змінами:
- 22 березня учні 4-7 класів повертаються до школи.
- 1 квітня люди можуть збиратися групами по 10 осіб із двох домогосподарств для фізичних вправ на свіжому повітрі, заняття гольфом та іншими видами спорту на свіжому повітрі можуть відновитися, 6 осіб із 2 домогосподарств можуть збиратися у приватному саду, садові центри можуть працювати з послугами «подзвони і забирай».
- 12 квітня всі інші групи навчального року повернуться до школи, повідомлення «Залишайтеся вдома» пом'якшується, усі інші несуттєві роздрібні магазини можуть відновити послуги безпечної доставки, спортивні тренування можуть відновитися з обмеженням у 15 осіб, 10 осіб із двох домогосподарств можуть зустрічаються в приватному саду.

Відповідаючи на критику, голова уряду сказала, що потрібен обережний підхід: «Я знаю, що є велике бажання відкритися швидше. Наша робоча група у виконавчій владі не просто дивитиметься на дані про здоров'я, що, звичайно, важливо, але економічні та соціальні дані також».
15 квітня виконавча влада оголосила про подальше послаблення обмежень. Наступні види діяльності мали відкритися в такі дати:
- П'ятниця 23 квітня
  - Послуги перукарів і близьких контактів
  - Можливе відновлення уроків водіння та іспитів
  - Атракції для відвідувачів на відкритому повітрі
  - Тренування/репетиції статичних груп дозволено на відкритому повітрі
  - Спортивні змагання клубів, пов'язаних зі спортивними органами чи організаціями
- П'ятниця 30 квітня
  - Роздрібна торгівля не першої необхідності
  - Тренажерні зали та басейни
  - Неліцензійні та ліцензовані заклади продажу сприртних напоїв
  - Комендантську годину скасовано для продажу спиртного на винос і без ліцензій
  - Каравани та автономне туристичне житло
  - У приватному саду можуть зустрітися 15 осіб із 3 домогосподарств
- Понеділок 24 травня
  - Послуги з обслуговування у приміщенні, включаючи паби та готелі
  - Залишок розміщення туристів
  - Атракціони для відвідувачів у приміщенні
  - Групові заняття в приміщенні
  - Відвідування в домашніх умовах

Реагуючи на новини, заступник голови уряду Мішель О'Ніл сказала: «Обмеження були необхідним способом зупинити вірус, врятувати життя та захистити наші служби охорони здоров'я. Але вони взяли своє. І ми зобов'язані рухатися вперед. як тільки дозволять обставини». Міністр охорони здоров'я Робін Свонн сказав: «Кожен із нас має відіграти певну роль у підтримці прогресу — роблячи щеплення, коли настає наша черга, і дотримуючись дій, які принесли нам користь протягом минулого року — зокрема дотримуватися соціального дистанціювання, носити маску, мити руки. Також важливо пам'ятати, що надворі значно безпечніше, ніж у приміщенні».

### Подальше пом'якшення карантину та поява варіанту Дельта (червень— кінець 2021 року)
30 червня 2021 року було зафіксовано найбільшу добову кількість випадків COVID з лютого — 375 нових випадків. Ці цифри спонукали високопоставлених чиновників охорони здоров'я закликати молодих людей робити щеплення. 1 липня було оголошено, що на дельта-варіант припадає 2/3 випадків COVID-19 у Північній Ірландії. Того ж дня виконавча влада оголосила про подальше пом'якшення обмежень, яке набувало чинності 5 липня. Послаблення, які набли чинності 5 липня, включали:
- Жива музика може відновлюватися як у приміщенні, так і на вулиці
- Кількість осіб для зібрань на відкритому повітрі не обмежується
- Три домогосподарства можуть зустрітися в приватному саду, обмеженому 15 особами
- Усі зібрання (за винятком тих, що відбуваються вдома) тепер підлягатимуть оцінці ризику, лише якщо в них беруть участь більше 15 осіб у приміщенні або більше 30 осіб на вулиці
- Також можуть відновитися табори для дітей та молоді.

7 вересня виконавча влада погодила низку змін до правил, які набули чинності з 17:00 п'ятниці 10 вересня. Вони включали збільшення кількості осіб, яким дозволено збиратися в закритих приміщеннях, з 10 до 15, скасування вимог щодо обслуговування столиків у приміщеннях і на відкритому повітрі, а також скасування вимог щодо попереднього бронювання квитків і бронювання місць на заходи. Людям також буде дозволено грати в більярд, дартс та в ігрових автоматах у закладах гостинності, а також танцювати на весіллях і прийомах громадянського партнерства. 27 вересня виконавча влада погодилася скасувати обмеження соціального дистанціювання для магазинів, театрів та ряду інших закритих місць у Північній Ірландії з 18:00 30 вересня.
7 жовтня влада погодилася скасувати вимогу соціального дистанціювання в барах і ресторанах з 31 жовтня, тобто нічним клубам буде дозволено знову відкритися з цієї дати.
17 листопада члени уряду Північної Ірландії проголосували за введення обов'язкових COVID-паспортів для Північної Ірландії з грудня, які потрібно буде пред'являти для входу в паби, ресторани та нічні клуби.

### Варіант Омікрон і зняття всіх обмежень (грудень 2021 року— початок 2022 року)
7 грудня 2021 року в Північній Ірландії вперше підтвердили варіант Омікрон. Вважається, що цей варіант є найбільш мутованою версією COVID-19 і є дуже трансмісивним. У відповідь на це північноірландський уряд слідом за британським посилив карантинні правила, які вимагають від прибуваючих з-за кордону проходити тест на COVID-19 перед вильотом.
13 грудня для підприємств готельного бізнесу в Північній Ірландії набула чинності COVID-перепустка зі штрафом у розмірі 10 тисяч фунтів стерлінгів для будь-якого закладу, який не відповідає вимогам. Відвідувачі могли увійти в приміщення, лише якщо вони повністю вакциновані, попередньо мали позитивний результат тесту на коронавірус протягом необхідного періоду часу, або можуть надати останній негативний результат швидкого тесту на коронавірус.
16 грудня повідомлено, що в Північній Ірландії зареєстровано 210 підтверджених випадків зараження варіантом Омікрон, але міністри попередили про можливість 11 тисяч випадків на день у найближчі тижні. У листі до міністерства фінансів Великої Британії міністр фінансів Північної Ірландії Конор Мерфі закликає відновити схему відпусток і збільшити урядову фінансову підтримку Північної Ірландії.
22 грудня виконавча влада Північної Ірландії оголосила, що потрібно буде знову запровадити нові обмеження у відповідь на варіант «Омікрон». Нові заходи, які були запроваджені, включали:
- 26 грудня 2021 року
  - Нічні клуби повинні закритися.
  - Танці заборонені в закладах гостинності (окрім весіль і цивільних церемоній).
  - Усі стоячі заходи в приміщенні заборонені.
- 27 грудня 2021 року
  - Клієнти повинні сидіти в усіх закритих закладах гостинності з максимум 6 осіб або 10 особами з однієї сім'ї, які можуть сидіти за столом (діти віком до 12 років не враховуються, і ця вимога не поширюється на весілля чи святкування цивільного партнерства).
  - Рекомендується обмежити змішування домогосподарств 3 домогосподарствами.
  - Повідомлення про віддалену роботу посилено.
  - Законодавчо вимагається, щоб підприємства вживали розумних заходів для досягнення 2-метрової соціальної дистанції в офісних приміщеннях або, якщо цього неможливо досягти, забезпечували альтернативні заходи послаблення контактів.

20 січня 2022 року виконавча влада оголосила, що багато поточних обмежень буде знято. З опівночі п'ятниці 21 січня скасовувалось правило шести та вимоги до обслуговування столиків у закладах гостинності, як і обмеження на 3 домогосподарства, яким дозволено зустрічатися в приміщенні в будинку. У середу, 26 січня, було дозволено відкрити нічні клуби та відновити проведення заходів у приміщенні. Важливо, що виконавча влада також повідомила, що 26 січня 2022 року буде скасовано вимогу демонструвати свідоцтво про вакцинацію або COVID-статус перед входом у багато закладів. Однак це правило все ще діятиме для нічних клубів і постійних заходів із кількістю відвідувачів понад 500 осіб.
15 лютого 2022 року виконавча влада скасувала всі обмеження, пов'язані з COVID-19, що залишилися.
22 квітня 2022 року в Північній Ірландії завершилося масове ПЛР-тестування, однак швидкі тести досі безкоштовні для тих, хто має симптоми COVID-19, або для тих, хто входить до групи високого ризику.

## Польові госпіталі
У середині березня служба охорони здоров'я Північної Ірландії почала планувати відкриття польового госпіталю для лікування хворих на COVID-19, подібного до тих, що відкривалися в Англії. Башта міської лікарні Белфаста була обрана першим таким закладом із 230 ліжками та персоналом з усієї країни. У тій же доповіді також зазначено, що голова уряду Арлін Фостер повідомила, що лікарня Найтінгейл може бути розташована у виставковому центрі «Eikon» у Балморал-Парку, і що департамент охорони здоров'я оцінює її потенціал як другого закладу Найтінгейл у підготовка до можливої другої хвилі пізніше в 2020 році.
13 травня було повідомлено, що лікарня Найтінгейл у міській лікарні Белфаста тимчасово закривається, але може бути знову відкрита у разі початку другої хвилі. 2 вересня міністр охорони здоров'я повідомив про плани відкрити другої лікарні «Найтінгейл», яка буде скорочуватися. Вона буде розташована в лікарні «Whiteabbey» в Ньютаунаббі, і матиме 100 ліжок середньої медичної допомоги.
Лікарня «Найтінгейл» у міській лікарні Белфаста знову відкрилася 14 жовтня 2020 року після різкого зростання кількості випадків. Заклад було знову закрито 12 квітня 2021 року.

## Програма вакцинації
9 листопада 2020 року американська фармацевтична компанія «Pfizer» і німецька біотехнологічна компанія «BioNTech» анонсували вакцину проти COVID-19, яка забезпечує понад 90 % захисту від хвороби. Пізніше повідомлено, що вакцина забезпечує понад 94 % захисту для людей старших 65 років. Після цього повідомлення департамент охорони здоров'я оголосив, що Північна Ірландія, ймовірно, отримає приблизно 570 тисяч доз вакцини, якими можна вакцинувати приблизно 285 тисяч осіб. 17 листопада 2020 року американська компанія «Moderna» також повідомила про вакцину, яка забезпечує 95 % захисту. 23 листопада компанія «AstraZeneca» оголосила, що її вакцина проти COVID-19 має ефективність до 90 %.
2 грудня міністр охорони здоров'я Великої Британії Метью Генкок повідомив, що вакцину Pfizer/BioNTech було схвалено для використання, та її застосування по всій Великій Британії розпочнеться на цьому тижні, починаючи з 7 грудня.
8 грудня медична сестра Джоанна Слоун стала першою людиною в Північній Ірландії, яка отримала вакцину проти COVID-19. Пізніше того ж дня щеплення отримали перші мешканці будинків пристарілих у Північній Ірландії, у будинку пристарілих Палмерстон у Східному Белфасті.
Розгортання програми вакцинації націлювалось на все доросле населення Північної Ірландії, оскільки всі затверджені вакцини ще мали отримати схвалення для використання у дітей. Доросле населення Північної Ірландії оцінювалося в 1400 тисяч осіб. Програму вакцинації було поширено на дітей віком від 12 до 17 років з особливими обставинами в липні 2021 року, а потім знову на всіх 16 і 17-річних на початку серпня 2021 року. Це подовжило термін програми вакцинації населення Північної Ірландії, яке за оцінками на середину 2020 року становило 1895510 осіб.
27 травня 2021 року Північна Ірландія стала першою частиною Сполученого Королівства, яка забезпечувала вакциною всіх, кому виповнилося 18 років.
Програму вакцинації за віком розпочато в такі дати:
- Старші 70 років –— грудень 2020 року
- Вік від 65 до 70 років — 27 січня 2021 року[152]
- Вік від 60 до 64 років — 1 березня 2021 року[153]
- Вік від 50 до 59 років — 15 березня 2021 року[154]
- Вік від 45 до 49 років — 31 березня 2021 року[155]
- Вік від 40 до 44 років — 8 квітня 2021 року[156]
- Вік від 35 до 39 років — 19 квітня 2021 року (частково)[157], 25 квітня 2021 року (повністю)[158]
- Вік від 30 до 34 років — 30 квітня 2021 року[159]
- Вік від 25 до 29 років — 20 травня 2021 року[160]
- Вік від 18 до 24 років — 27 травня 2021 року[151]
- 16-17 років — 4 серпня 2021 року[149]
- Вік від 12 до 15 років (особливі обставини) — 19 липня 2021 року[148], усі решта — вересень 2021 року.[161]

Було повідомлено, що програма введення бустерних доз розпочнеться восени 2021 року, причому спочатку її отримають наступні категорії:
- Люди, які живуть у будинках інтернатного типу для людей похилого віку
- Усі дорослі віком від 50 років
- Медичні та соціальні працівники, які безпосередньо беруть участь у боротьбі з епідемією
- Усі особи віком від 16 до 49 років із хронічними хворобами, які підвищують ризик важкої форми COVID-19
- Побутові контакти дорослих осіб з імунодепресією.

Після появи варіанту Омікрон програму бустерних доз запроваджено для всіх вікових категорій у такі дати:
- Усі дорослі старші 40 років — 15 листопада 2021 року[162]
- Усі дорослі старші 30 років — 12 грудня 2021 року[163]
- Усі дорослі старші 18 років — 19 грудня 2021 року[164]

Щоб прискорити проведення вакцини, 29 березня 2021 року в спорткомплексі «Арена» у Белфасті відкрився перший центр масової вакцинації в Північній Ірландії. Того ж дня аптеки по всій Північній Ірландії також отримали право проводити вакцинацію.

## Додаткові джерела
- Milotte, Mike (9 квітня 2020). Meet the Irish woman near the top of New Zealand's Covid-19 response: Our advantage is that we are an island nation' – Dr Caroline McElnay. The Irish Times. Auckland. (англ.)